# Erich Fellgiebel
Fritz Erich Fellgiebel (Pöpelwitz, 4 ottobre 1886 – Berlino, 4 settembre 1944) è stato un generale tedesco e un membro della resistenza, durante il Terzo Reich.
La caserma della Bundeswehr, nel Pöcking-Maxhof, è chiamata General-Fellgiebel-Kaserne, in suo onore.

## Biografia

### Carriera militare
Erich Fellgiebel nacque a Pöpelwitz, vicino a Breslavia, in Slesia. Nel settembre del 1905, si arruolò nell'esercito prussiano, con il grado di ufficiale cadetto, dando così inizio alla sua carriera militare. Durante la prima guerra mondiale, operò all'interno dello Stato maggiore, e, al termine del conflitto, andò a Berlino, come ufficiale di quest'ultimo. La sua carriera da ufficiale si rivelò esemplare, tanto che, nel 1928, fu promosso al grado di maggiore.
Nel 1933, ottenne una nuova promozione, quella a tenente colonnello, alla quale seguirono quelle a colonnello, nel 1934, e a maggior generale nel 1938. Lo stesso anno, fu nominato Capo delle comunicazioni presso l'Alto comando della Wehrmacht (Oberkommando der Wehrmacht). Adolf Hitler, sebbene non si fidasse totalmente di lui, in quanto lo riteneva una mente troppo indipendente, non poté tuttavia fare a meno della sua abilità.

### La resistenza
Grazie all'incontro con il colonnello generale Ludwig Beck, suo diretto superiore, e con il successore di quest'ultimo, il colonnello generale Franz Halder, Fellgiebel fece il suo ingresso nella resistenza. Giocò un ruolo fondamentale nell'Operazione Valchiria e, il giorno dell'attentato alla vita del Führer, il 20 luglio 1944, il suo compito era di troncare tutte le comunicazioni dal quartier generale di Hitler, cosa che non riuscì a realizzare. Quando fu chiaro che l'attentato era fallito, tentò di ripristinarle.
Forse la sua frase più importante quel giorno fu quella che riferì agli altri cospiratori a Berlino, dopo che la bomba piazzata dal colonnello Claus Schenk von Stauffenberg non era andata a segno: 
()

### Il processo e la morte
Lo stesso giorno, Fellgiebel fu arrestato alla Tana del Lupo, proprio dove era avvenuto l'attentato. Lì furono formulate le accuse, poi esposte al Volksgerichtshof, dove, il 10 agosto 1944, fu dichiarato colpevole da Roland Freisler e condannato a morte.
Il 4 settembre, Fellgiebel fu giustiziato nella prigione berlinese di Plötzensee. Durante il processo disse al Presidente Freisler «Signor Presidente si sbrighi a impiccarci, altrimenti rischia di esserlo prima di noi!».

## Filmografia
- Nella serie del 1990, The Plot to Kill Hitler, fu impersonato dall'attore Vernon Dobtcheff.
- Nel film tv del 2004, Stauffenberg - Attentato a Hitler, fu impersonato dall'attore Harald Krassnitzer.
- Nel film del 2008, Operazione Valchiria, fu impersonato dall'attore Eddie Izzard.